# Osako Yuya
Ōsako Yūya (大迫 勇也 (Đại Bách Dũng Dã)) (sinh ngày 18 tháng 5 năm 1990) là một cầu thủ bóng đá người Nhật Bản đang thi đấu ở vị trí tiền đạo cho câu lạc bộ Vissel Kobe.

## Sự nghiệp câu lạc bộ

### Kashima Antlers
Osako đạt được thành tích ghi được 65 bàn thắng sau 191 trận cho Kashima Antlers.

### 1860 München
Tháng 1 năm 2014, Osako chuyển đến Đức thi đấu cho TSV 1860 München tại giải 2. Bundesliga với bản hợp đồng có thời hạn ba năm rưỡi. Anh có được 6 bàn thắng chỉ sau 15 trận cho 1860 München.

### FC Köln

#### 2014-15
Tháng 6 năm 2014, Osako có cơ hội thi đấu tại Bundesliga khi anh gia nhập đội bóng mới lên hạng 1. FC Köln. Ngày 30 tháng 8 năm 2014, anh có bàn thắng đầu tiên tại Bundesliga trong chiến thắng 2-0 trước VfB Stuttgart. Đến ngày 8 tháng 3 năm 2015 anh mới có bàn thắng thứ hai tại giải đấu này trong trận thắng 4-2 trước Eintracht Frankfurt.

#### 2016-17
Ngày 20 tháng 8 năm 2016, vào sân từ ghế dự bị trong trận đấu tại Cúp bóng đá Đức với BFC Preussen, Osako đã lập cú đúp trong chiến thắng 7-0 của Köln. Ngày 21 tháng 9, anh là người gỡ hòa 1-1 cho Köln để giúp đội bóng của mình lội ngược dòng đánh bại Schalke 04 3-1, bàn thắng đầu tiên của anh tại Bundesliga kể từ tháng 8 năm 2015. Bốn ngày sau đó, anh đem về 1 điểm cho Köln trong trận hòa 1-1 với RB Leipzig. Ngày 15 tháng 10, anh có một đường chuyền thành bàn và mang về một quả phạt đền giúp Köln đánh bại Ingolstadt 2-1 vươn lên vị trí nhì bảng Bundesliga.
Ngày 28 tháng 1 năm 2017, Osako có cú đúp đầu tiên tại Bundesliga trong trận đại thắng SV Darmstadt 98 6-1. Anh kết thúc mùa giải 2016-17 với 7 bàn thắng sau 30 trận tại Bundesliga.

#### 2017-18
Ngày 1 tháng 10 năm 2017, anh có bàn thắng đầu tiên trong mùa giải 2017-18 trong trận thua RB Leipzig 2-1. Ngày 2 tháng 11, anh ghi được hai bàn thắng và có một đường chuyền thành bàn trong trận thắng 5-2 của Köln trước BATE Borisov tại UEFA Europa League. Ngày 17 tháng 2 năm 2018, anh chấm dứt chuỗi 9 trận không có bàn thắng tại Bundesliga bằng bàn mở tỉ số trong trận hòa 1-1 với Hannover 96.
Trong thời gian thi đấu cho Köln, Osako có tổng cộng 15 bàn thắng và 15 pha kiến tạo trong 108 trận tại Bundesliga.

### Werder Bremen
Tháng 5 năm 2018, Osako chính thức chuyển đến Werder Bremen sau khi FC Köln rớt hạng Bundesliga. Anh ghi bàn ngay trong trận đấu đầu tiên cho Bremen gặp đội bóng hạng dưới Wormatia Worms tại Cúp bóng đá Đức ngày 18 tháng 8. Anh có bàn thắng đầu tiên cho Bremen tại Bundesliga với bàn mở tỉ số trong trận thắng 2-1 trước Eintracht Frankfurt.

## Sự nghiệp đội tuyển quốc gia
Tháng 7 năm 2013, Osako là thành viên đội tuyển Nhật Bản tham dự Cúp bóng đá Đông Á 2013, và anh đã lập được một cú đúp trong chiến thắng 3-2 trước Úc ngày 25 tháng 7. Ba ngày sau, đội tuyển Nhật Bản giành chức vô địch giải đấu sau khi đánh bại Hàn Quốc 2-1.
Tháng 5 năm 2014, Osako có tên trong danh sách 23 cầu thủ Nhật Bản tham dự Giải vô địch bóng đá thế giới 2014 tại Brasil. Ngày 15 tháng 6 năm 2014, anh được ra sân ngay từ đầu trong trận mở màn của đội tuyển Nhật Bản tại bảng C với Côte d'Ivoire và bị thay ra ở phút 67 bởi Ōkubo Yoshito. Bốn ngày sau đó, anh tiếp tục ra sân trong trận hòa 0-0 với Hy Lạp và rời sân ở phút 57 nhường chỗ cho Kagawa Shinji. Anh không được ra sân trong trận đấu với Colombia, trận đấu mà Nhật Bản để thua 1-4 và vì vậy bị loại ngay sau vòng bảng.
Ngày 11 tháng 11 năm 2016, Osako trở lại đội tuyển Nhật Bản lần đầu tiên kể từ tháng 6 năm 2015 và đã lập cú đúp trong trận giao hữu thắng Oman 4-0. Tại vòng loại World Cup 2018, anh ghi được một bàn thắng trong trận hòa 1-1 với Iraq.
Ngày 31 tháng 5 năm 2018, Osako được chọn tham dự giải đấu World Cup lần thứ hai trong sự nghiệp tại Nga sau khi huấn luyện viên Nishino Akira chốt danh sách 23 cầu thủ chính thức. Trong trận đấu mở màn của đội tuyển Nhật Bản tại bảng H với Colombia, Osako là người hùng của đội tuyển Nhật Bản khi góp công vào cả hai bàn thắng. Ở bàn mở tỉ số, anh là người tạo ra tình huống nguy hiểm dẫn đến quả phạt đền và ở phút 73, anh có pha đánh đầu từ quả phạt góc của Honda Keisuke để ấn định chiến thắng 2-1. Nhật Bản trở thành đội bóng Châu Á đầu tiên đánh bại một đại diện Nam Mỹ tại đấu trường World Cup. Đội tuyển Nhật Bản sau đó lọt vào vòng 16 đội nhưng để thua chung cuộc 2-3 trước Bỉ.
Tháng 12 năm 2018, Osako có lần đầu tiên tham dự giải đấu châu lục cấp độ đội tuyển khi được huấn luyện viên Moriyasu Hajime gọi tham dự Cúp bóng đá châu Á 2019. Trong trận đấu mở màn với Turkmenistan, Nhật Bản bị dẫn trước 1-0 sau khi hiệp 1 kết thúc nhưng Osako đã lập được cú đúp trong hiệp 2 để Nhật Bản lội ngược dòng thành công 3-2 chung cuộc. Trong trận gặp Iran ở bán kết, anh tiếp tục tỏa sáng với một cú đúp, giúp Nhật Bản thắng chung cuộc với tỉ số 3-0 và lọt vào trận chung kết nhưng thất thủ trước Qatar với tỉ số 1-3 và giành ngôi á quân.
Tại lượt trận thứ 6 của vòng loại World Cup 2022, trong chiến thắng đậm đà 10-0 của Nhật Bản trước Myanmar anh đã lập repoker đầu tiên cho mình trong sự nghiệp.

## Thống kê sự nghiệp

### Câu lạc bộ
Tính đến 23 tháng 5 năm 2021
| Câu lạc bộ          | Mùa giải            | Giải đấu             | Giải đấu | Giải đấu | Cúp quốc gia | Cúp quốc gia | Cúp liên đoàn | Cúp liên đoàn | Châu lục | Châu lục | Khác | Khác | Tổng cộng | Tổng cộng |
| Câu lạc bộ          | Mùa giải            | Hạng                 | Trận     | Bàn      | Trận         | Bàn          | Trận          | Bàn           | Trận     | Bàn      | Trận | Bàn  | Trận      | Bàn       |
| ------------------- | ------------------- | -------------------- | -------- | -------- | ------------ | ------------ | ------------- | ------------- | -------- | -------- | ---- | ---- | --------- | --------- |
| Kashima Antlers     | 2009                | J. League Division 1 | 22       | 3        | 2            | 0            | 1             | 0             | 5        | 3        | 1    | 0    | 31        | 6         |
| Kashima Antlers     | 2010                | J. League Division 1 | 27       | 4        | 5            | 3            | 0             | 0             | 5        | 1        | 0    | 0    | 37        | 8         |
| Kashima Antlers     | 2011                | J. League Division 1 | 25       | 5        | 3            | 1            | 3             | 3             | 4        | 1        | 1    | 0    | 36        | 10        |
| Kashima Antlers     | 2012                | J. League Division 1 | 32       | 9        | 3            | 1            | 9             | 7             | –        | –        | 1    | 0    | 45        | 17        |
| Kashima Antlers     | 2013                | J. League Division 1 | 33       | 19       | 1            | 0            | 7             | 2             | –        | –        | 1    | 3    | 42        | 24        |
| Kashima Antlers     | Tổng cộng           | Tổng cộng            | 139      | 40       | 14           | 5            | 20            | 12            | 14       | 5        | 4    | 3    | 191       | 65        |
| 1860 Munich         | 2013–14             | 2. Bundesliga        | 15       | 6        | 0            | 0            | –             | –             | –        | –        | –    | –    | 15        | 6         |
| 1. FC Köln          | 2014–15             | Bundesliga           | 28       | 3        | 1            | 0            | –             | –             | 0        | 0        | –    | –    | 29        | 3         |
| 1. FC Köln          | 2015–16             | Bundesliga           | 25       | 1        | 2            | 0            | –             | –             | 0        | 0        | –    | –    | 27        | 1         |
| 1. FC Köln          | 2016–17             | Bundesliga           | 30       | 7        | 2            | 2            | –             | –             | 0        | 0        | –    | –    | 32        | 9         |
| 1. FC Köln          | 2017–18             | Bundesliga           | 25       | 4        | 1            | 0            | –             | –             | 6        | 2        | –    | –    | 32        | 6         |
| 1. FC Köln          | Tổng cộng           | Tổng cộng            | 108      | 15       | 6            | 2            | –             | –             | 6        | 2        | –    | –    | 120       | 19        |
| Werder Bremen       | 2018–19             | Bundesliga           | 21       | 3        | 2            | 2            | –             | –             | –        | –        | –    | –    | 23        | 5         |
| Werder Bremen       | 2019–20             | Bundesliga           | 28       | 8        | 4            | 1            | –             | –             | –        | –        | 2    | 0    | 34        | 9         |
| Werder Bremen       | 2020–21             | Bundesliga           | 24       | 0        | 4            | 1            | –             | –             | –        | –        | –    | –    | 28        | 1         |
| Werder Bremen       | Tổng cộng           | Tổng cộng            | 73       | 11       | 10           | 4            | –             | –             | –        | –        | 2    | 0    | 85        | 15        |
| Tổng cộng sự nghiệp | Tổng cộng sự nghiệp | Tổng cộng sự nghiệp  | 335      | 72       | 30           | 11           | 20            | 12            | 20       | 7        | 6    | 3    | 412       | 105       |

### Đội tuyển quốc gia
| Đội tuyển bóng đá Nhật Bản | Đội tuyển bóng đá Nhật Bản | Đội tuyển bóng đá Nhật Bản |
| Năm                        | Trận                       | Bàn                        |
| -------------------------- | -------------------------- | -------------------------- |
| 2013                       | 6                          | 3                          |
| 2014                       | 6                          | 0                          |
| 2015                       | 3                          | 0                          |
| 2016                       | 2                          | 2                          |
| 2017                       | 8                          | 2                          |
| 2018                       | 12                         | 3                          |
| 2019                       | 8                          | 5                          |
| 2020                       | 1                          | 0                          |
| 2021                       | 9                          | 9                          |
| 2022                       | 2                          | 1                          |
| Tổng cộng                  | 57                         | 25                         |

### Bàn thắng cho đội tuyển quốc gia
Bàn thắng và tỉ số của đội tuyển Nhật Bản được để trước
| #   | Ngày                 | Địa điểm                                        | Đối thủ      | Ghi bàn | Tỉ số chung cuộc | Giải đấu                 |
| --- | -------------------- | ----------------------------------------------- | ------------ | ------- | ---------------- | ------------------------ |
| 1.  | 25 tháng 7 năm 2013  | Sân vận động Hwaseong, Hwaseong, Hàn Quốc       | Úc           | 2–0     | 3–2              | Cúp bóng đá Đông Á 2013  |
| 2.  | 25 tháng 7 năm 2013  | Sân vận động Hwaseong, Hwaseong, Hàn Quốc       | Úc           | 3–2     | 3–2              | Cúp bóng đá Đông Á 2013  |
| 3.  | 16 tháng 11 năm 2013 | Cristal Arena, Genk, Bỉ                         | Hà Lan       | 1–2     | 2–2              | Giao hữu                 |
| 4.  | 11 tháng 11 năm 2016 | Sân vận động bóng đá Kashima, Kashima, Nhật Bản | Oman         | 1–0     | 4–0              | Cúp Kirin 2016           |
| 5.  | 11 tháng 11 năm 2016 | Sân vận động bóng đá Kashima, Kashima, Nhật Bản | Oman         | 2–0     | 4–0              | Cúp Kirin 2016           |
| 6.  | 13 tháng 6 năm 2017  | Sân vận động Shahid Dastgerdi, Tehran, Iran     | Iraq         | 1–0     | 1–1              | Vòng loại World Cup 2018 |
| 7.  | 6 tháng 10 năm 2017  | Sân vận động Toyota, Toyota, Nhật Bản           | New Zealand  | 1–0     | 2–1              | Giao hữu                 |
| 8.  | 19 tháng 6 năm 2018  | Mordovia Arena, Saransk, Nga                    | Colombia     | 2–1     | 2–1              | World Cup 2018           |
| 9.  | 16 tháng 10 năm 2018 | Sân vận động Saitama 2002, Saitama, Nhật Bản    | Uruguay      | 2–1     | 4–3              | Cúp Kirin 2018           |
| 10. | 20 tháng 11 năm 2018 | Sân vận động Toyota, Toyota, Nhật Bản           | Kyrgyzstan   | 3–0     | 4–0              | Cúp Kirin 2018           |
| 11. | 9 tháng 1 năm 2018   | Sân vận động Al Nahyan, Abu Dhabi, UAE          | Turkmenistan | 1–1     | 3–2              | Asian Cup 2019           |
| 12. | 9 tháng 1 năm 2018   | Sân vận động Al Nahyan, Abu Dhabi, UAE          | Turkmenistan | 2–1     | 3–2              | Asian Cup 2019           |
| 13. | 28 tháng 1 năm 2018  | Sân vận động Hazza bin Zayed, Al Ain, UAE       | Iran         | 1–0     | 3–0              | Asian Cup 2019           |
| 14. | 28 tháng 1 năm 2018  | Sân vận động Hazza bin Zayed, Al Ain, UAE       | Iran         | 2–0     | 3–0              | Asian Cup 2019           |
| 15. | 5 tháng 9 năm 2019   | Sân vận động bóng đá Kashima, Kashima, Nhật Bản | Paraguay     | 1–0     | 2–0              | Cúp Kirin 2019           |
| 16. | 30 tháng 3 năm 2021  | Fukuda Denshi Arena, Chiba, Nhật Bản            | Mông Cổ      | 2–0     | 14–0             | Vòng loại World Cup 2022 |
| 17. | 30 tháng 3 năm 2021  | Fukuda Denshi Arena, Chiba, Nhật Bản            | Mông Cổ      | 6–0     | 14–0             | Vòng loại World Cup 2022 |
| 18. | 30 tháng 3 năm 2021  | Fukuda Denshi Arena, Chiba, Nhật Bản            | Mông Cổ      | 13–0    | 14–0             | Vòng loại World Cup 2022 |
| 19. | 28 tháng 5 năm 2021  | Fukuda Denshi Arena, Chiba, Nhật Bản            | Myanmar      | 2–0     | 10–0             | Vòng loại World Cup 2022 |
| 20. | 28 tháng 5 năm 2021  | Fukuda Denshi Arena, Chiba, Nhật Bản            | Myanmar      | 3–0     | 10–0             | Vòng loại World Cup 2022 |
| 21. | 28 tháng 5 năm 2021  | Fukuda Denshi Arena, Chiba, Nhật Bản            | Myanmar      | 4–0     | 10–0             | Vòng loại World Cup 2022 |
| 22. | 28 tháng 5 năm 2021  | Fukuda Denshi Arena, Chiba, Nhật Bản            | Myanmar      | 5–0     | 10–0             | Vòng loại World Cup 2022 |
| 23. | 28 tháng 5 năm 2021  | Fukuda Denshi Arena, Chiba, Nhật Bản            | Myanmar      | 9–0     | 10–0             | Vòng loại World Cup 2022 |
| 24. | 7 tháng 9 năm 2021   | Sân vận động Quốc tế Khalifa, Doha, Qatar       | Trung Quốc   | 1–0     | 1–0              | Vòng loại World Cup 2022 |
| 25. | 27 tháng 1 năm 2022  | Sân vận động Saitama 2002, Saitama, Nhật Bản    | Trung Quốc   | 1–0     | 2–0              | Vòng loại World Cup 2022 |